# Agnes Beckwith
Pour les articles homonymes, voir Beckwith.
Agnes Alice Beckwith, née le 24 août 1861 à Londres, dans le quartier de Lambeth, et morte le 10 juillet 1951 à Port Elizabeth (Afrique du Sud), est une nageuse professionnelle anglaise.
Elle fut mise très tôt à l'eau, avec ses frères et sœurs, par son père Fred Beckwith, un nageur professionnel et organisateur de spectacles aquatiques. Elle fit ensuite une carrière de nageuse professionnelle, multipliant les courses-spectacles, les performances et les tournées.
Elle prit sa retraite vers cinquante ans et vécut une vie de femme au foyer à Londres avec son second mari. Après la mort de celui-ci, elle s'installa chez son fils et l'épouse de celui-ci dans le Dorset en 1941, avant d'émigrer avec eux en Afrique du Sud en 1948. Elle y mourut en 1951.

## Contexte sportif
En 1837, à Londres, fut créée ce qui est souvent considéré comme la première organisation de la natation sportive en Europe, la National Swimming Association. Celle-ci organisa dès cette même année les premières courses, entre étudiants, avec des professionnels voire entre Britanniques et « Amérindiens ». En parallèle, des piscines couvertes et chauffées étaient construites : Londres en comptait huit dès 1828. La natation, longtemps un sport d'extérieur « d'eau libre », devenait peu à peu un sport d'intérieur en bassin.
La seconde moitié du XIXe siècle fut un moment de transformation pour la pratique de la natation sportive en Grande-Bretagne, comme d'ailleurs pour tous les autres sports alors. En effet, se posa très clairement la question de l'amateurisme ou du professionnalisme. En janvier 1869, les divers clubs de natation sportive londoniens se fédérèrent dans l’Association of Metropolitan Swimming Clubs. L'idée était de réguler ce sport. Et dès le 11 février, cette nouvelle fédération posa des règles très strictes d'amateurisme.
Cette première fédération, puis la suivante, couvrant l'ensemble du pays, l’Amateur Swimming Association, luttèrent pied à pied et parfois devant les tribunaux contre les professionnels. Cependant, la natation ne pouvait se passer de professionnels. En effet, elle est un sport qui n'est pas inné et doit s'apprendre avec des maîtres-nageurs. Ceux-ci n'étaient alors pas considérés comme des amateurs car selon les règles très strictes de l'amateurisme, ils gagnaient de l'argent avec leur sport. L'ASA chercha d'ailleurs très vite à les encadrer en créant par exemple dès 1899 un certificat de qualification leur permettant d'enseigner. En 1902, elle en avait délivré soixante-sept à des hommes et des femmes. Malgré tout, avec ou sans cette certification, un maître-nageur, pour attirer des élèves devait se bâtir une réputation. Les premiers, avant les diplômes, fondaient leur carrière sur les titres qu'ils avaient pu remporter, les exploits qu'ils avaient pu accomplir, mais aussi parfois en ayant organisé des spectacles aquatiques.

## Famille

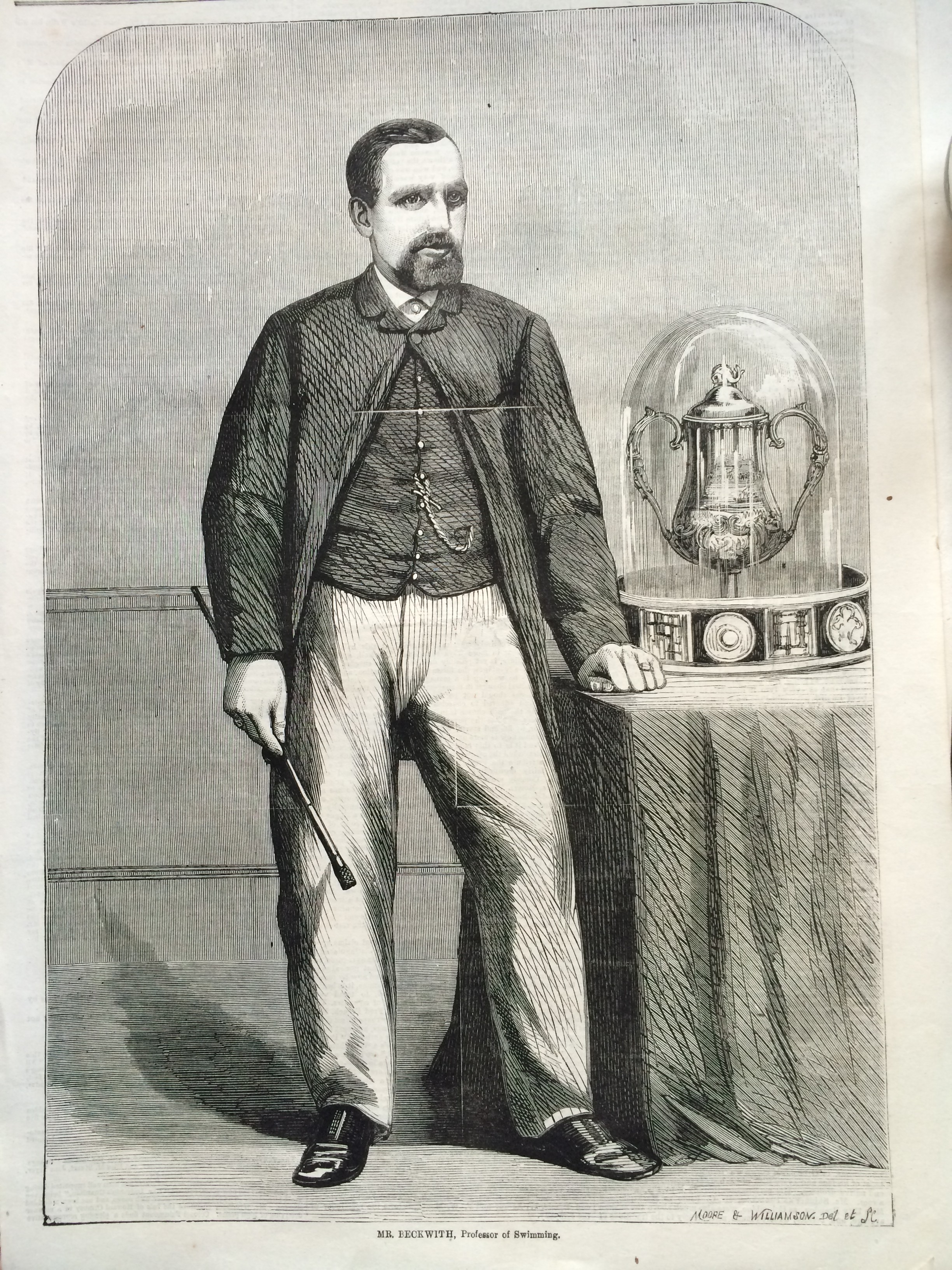
Fred Beckwith.

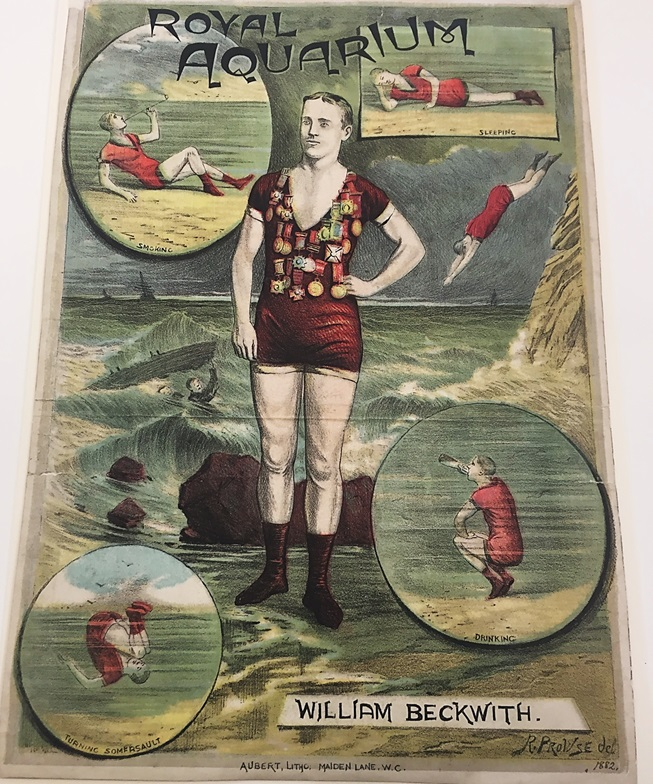
Affiche promotionnelle pour un spectacle de Willie Beckwith au Royal Aquarium en 1882. Dans les vignettes : en haut à gauche, il « fume » sous l'eau ; en haut à droite, il reste sans bouger au fond de l'eau ; en bas à gauche, il réalise divers tours ; en bas à droite, il boit sous l'eau. Au centre, il sauve un naufragé.

Agnes Beckwith est la fille du nageur professionnel Fred Beckwith (1821–1898) et d'Agnes Oram (1831 ou 1832–1875) qu'il avait épousée en 1858. Ils eurent trois filles (Frances Ann, dite Jessie, née en 1852, Agnes Sarah morte à quatre mois en juin 1859 et Agnes Alice née en 1861) et trois garçons (Frederick né en 1854, William Henry, dit Willie, né en 1857 et Charles né en 1865),,.
Très tôt, Fred Beckwith s'était illustré comme nageur de compétition. Il remporta de nombreuses courses nagées dans la Tamise, sur des distances allant du quart de mile à quatre miles et fut « champion d'Angleterre » de 1852 à 1858. Cette année-là, il prit sa retraite de nageur professionnel pour devenir maître-nageur. Fred Beckwith se désigna « professor of swimming » et s'installa aux Lambeth Baths, un établissement de bains privés créé en 1853. Il enseigna aussi dans divers établissements scolaires et universitaires. En juin 1875, Matthew Webb vint préparer avec lui sa traversée de la Manche.
Fred Beckwith organisait aussi des spectacles de natation d'abord aux Lambeth Baths, mais aussi en tournée en Grande-Bretagne et jusque Paris. Il profita ensuite du grand bassin transparent du Royal Aquarium créé en 1876 juste à côté de l'Abbaye de Westminster. Dans ses spectacles, il utilisait ses enfants dès leur plus jeune âge. Agnes Beckwith aurait été mise à l'eau dès quatre ou cinq ans. Les « Beckwith's Frogs » (« grenouilles de Beckwith ») comme ils étaient appelés réalisaient de nombreux tours. Après avoir exhibé leurs capacités dans les divers styles de nage, ils faisaient des démonstrations de sauvetage puis ils fumaient, buvaient du lait ou mangeaient des gâteaux au fond de l'eau,. À partir de 1884, la troupe s'installa dans les bains modernes du Marine Palace de Margate tout en réalisant des tournées à travers le pays. En 1891, Fred Beckwith fut nommé « maître nageur » des tout nouveaux  bains créés sur Thames Embankment, les premiers éclairés à l'électricité.
Parmi les frères d'Agnes Beckwith, William Henry (dit Willie), né le 7 août 1857 et mort le 12 décembre 1892 d'une longue maladie pulmonaire, donc probablement la tuberculose, se distingua aussi par ses qualités de nageur. D'abord remarqué pour ses capacités au plongeon, il fut un des pionniers de l'« over-arm stroke » variante de la « nage indienne » avec un des bras effectuant un retour aérien. Il remporta ses premières courses dès 1872 et battait régulièrement des nageurs amateurs comme professionnels. Il triompha de Matthew Webb en juin 1881 au Royal Aquarium de Westminster dans une épreuve d'endurance : 10 heures de nage par jour sur six jours consécutifs. La carrière sportive du plus jeune des frères, Charles (1865–1898), fut elle aussi interrompue par une mort prématurée.

## Premiers exploits

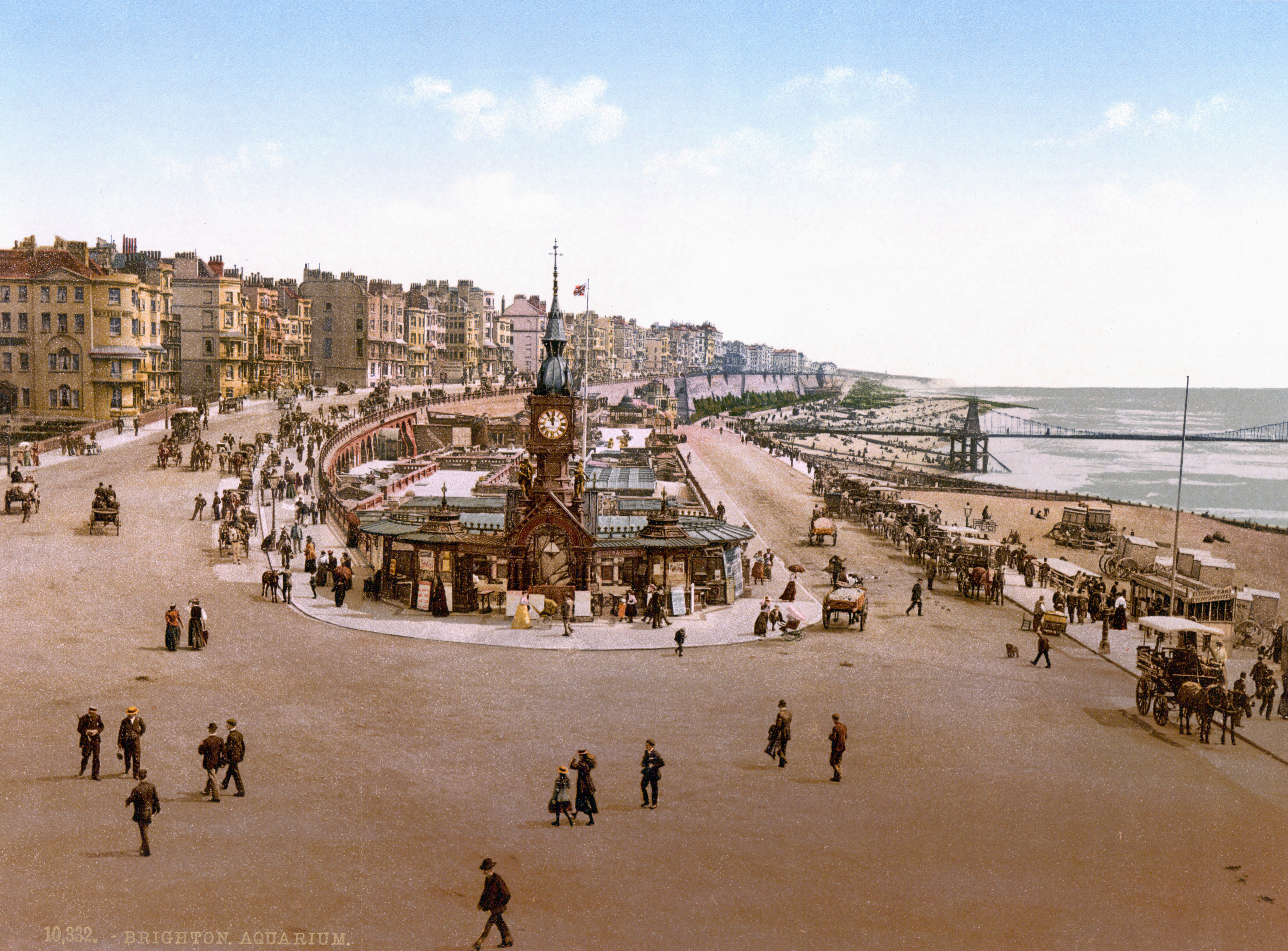
Aquarium de Brighton.

Agnes Alice Beckwith naquit le 24 août 1861 dans le quartier londonien de Lambeth, au domicile de ses parents sur Walcot Place West,.
Elle fut mise à l'eau par son père pour ses spectacles aquatiques dès 1865. Non seulement elle flottait, ce qui était attendu par le public, mais elle nageait déjà. Dans la troupe, elle devint au milieu des années 1870 la principale attraction des spectacles, tandis que sa sœur aînée Jessie s'effaçait et que son frère Willie était de moins en moins mis à l'eau.
En 1872, avec son frère Willie, elle se produisait en février sous le nom « les enfants poissons » dans la salle de spectacle Concerts des Porcherons (rue Cadet à Paris) qui disposait d'un bassin transparent. En août de la même année, elle faisait l'inauguration du nouvel aquarium de Brighton,.
À partir de 1875, son père décida de capitaliser sur le phénomène médiatique de la traversée de la Manche de Webb les 24 et 25 août 1875. Il utilisa alors sa fille Agnes à qui il fit réaliser divers exploits. Ainsi, lorsqu'un de ses concurrents Harry Parker (en) annonça que sa jeune sœur Emily allait nager les 5 miles de la Tamise entre le London Bridge et Greenwich, Beckwith s'empressa de faire nager en premier sa fille Agnes,,. Cette dernière, âgée de 14 ans, nagea le 1er septembre en 1 h 7 min 45 s ; trois jours plus tard, Emily Parker, 14 ans elle aussi, nagea en 1 h 8 min. L'année suivante, en mai, elle nagea trois-quarts de mile sur la Tyne et en juillet elle descendit les dix miles de la Tamise entre le pont de Battersea et Greenwich. Le 17 juillet 1878, elle nagea dans la Tamise, la remontant d'abord de Westminster à Richmond (Londres) puis la redescendant jusque Mortlake, une vingtaine de miles au total en six heures,,. À la fin de cette année, elle annonçait qu'elle envisageait une traversée de la Manche.
Ces divers coups publicitaires atteignirent leur objectif : en 1877, des cours de natation réservés aux femmes furent institués par Fred Beckwith aux Lambeth Baths, les mardi et vendredi de 10 heures à midi, en présence de la nouvelle vedette de la famille, sa fille Agnes, annoncée en tant qu'« héroîne de la Tamise et de la Tyne »,.

## Artiste aquatique

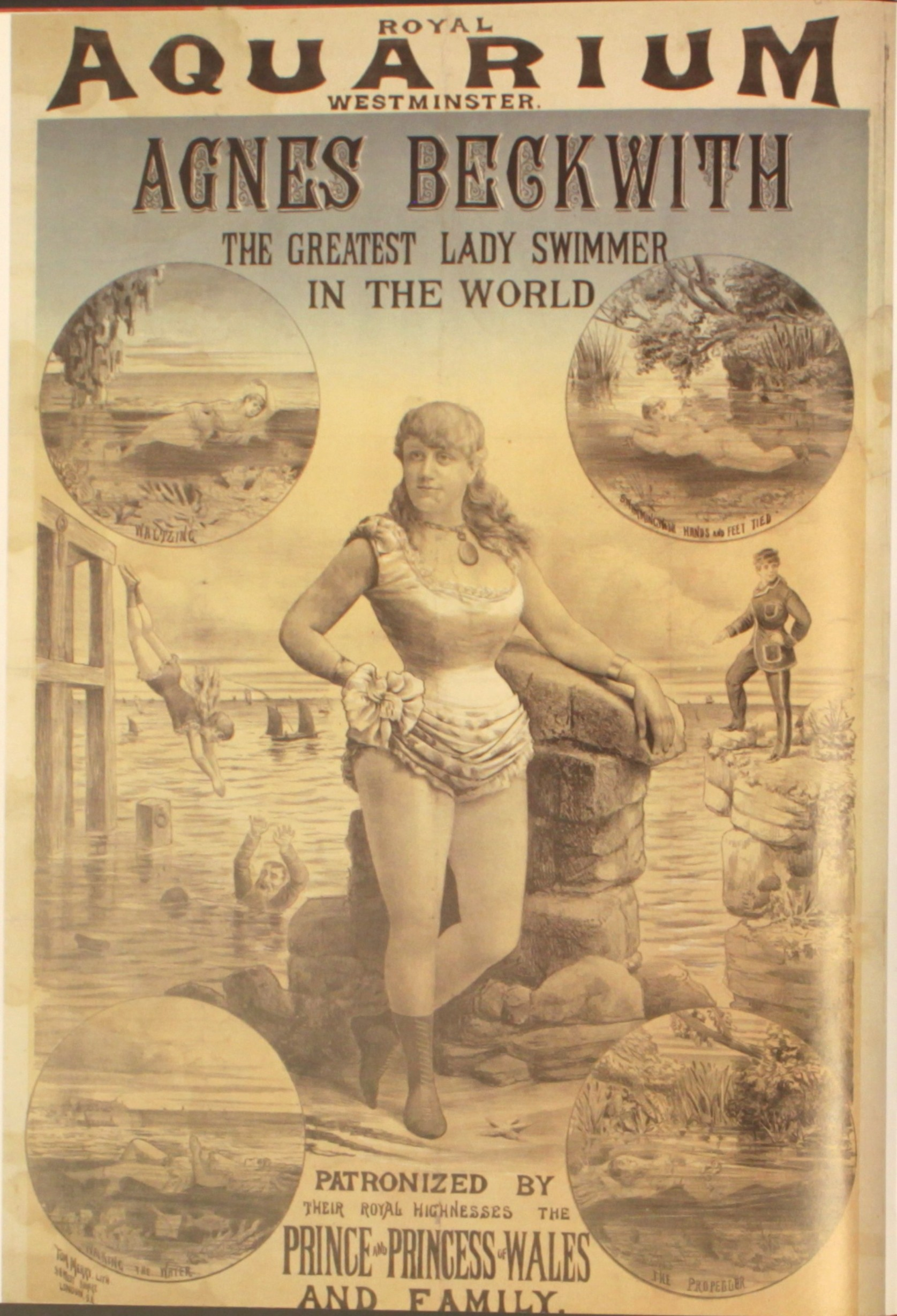
Agnes Beckwith vers 1885.

Deux ans plus tard, en mai 1880, elle passa trente-six heures dans l'eau du bassin du Royal Aquarium de Westminster, nageant la plupart du temps, mais y prenant aussi ses repas et y lisant son exploit aquatique dans la presse,. À partir du 13 septembre, elle nagea cent heures en six jours ; son exploit prenant fin le samedi soir pour attirer le public,. Son père la surnomma dès lors dans les publicités l'« héroïne des cent heures de natation ». De plus, comme la Princesse de Galles et ses fils étaient passés un soir assister au spectacle, les publicités ensuite précisaient que les Beckwith disposaient du haut patronage de leurs altesses royales le Prince et la Princesse de Galles ainsi que de la Famille royale. Cependant, les excès de ce type d'épreuves d'endurance étaient de plus en plus critiqués ; ils commençaient à passer de mode.
À la fin de l'été 1879, elle affronta une autre des célèbres nageuses de l'époque Laura Saigeman (1857-1925) en trois manches : deux miles aux Lambeth Baths en août, victoire d'Agnes Beckwith récompensée par une coupe en argent, une épreuve à Birmingham le 15 septembre et une dernière manche à Hastings en mer durant laquelle les deux jeunes femmes s'affrontèrent pendant deux heures devant 1 200 spectateurs. Finalement, Saigeman l'emporta de trois longueurs et reçut la récompense de cinquante livres,. Pour les commentateurs de l'époque, cette dernière épreuve, longue de trois miles en mer était trop difficile pour Agnes et son père l'aurait mise en danger. Il se contenta de répondre, en empochant l'argent que lui avait rapporté l'organisation de l'événement qu'il rentrait avec sa fille à Londres, peut-être plus sage, mais aussi plus riche. Les deux jeunes femmes nagèrent dans la tenue dite « University costume ». Leurs performances furent critiquées par le magazine Bell's Life in London (en) qui, les trouva très inférieures à celles des hommes.
Le 4 mars 1882, Agnes Beckwith épousa, probablement pour échapper à l'emprise paternelle, son agent William Taylor. Elle conserva cependant son nom de jeune fille avec lequel elle s'était rendue célèbre. Taylor était l'agent, artistique et financier, de toute la famille Beckwith, avant et après le mariage,,. Agnes Beckwith était alors décrite par le New York Times, comme une jeune femme au visage charmant, les cheveux blonds bouclés et les yeux bleus. Elle était de taille moyenne pour une soixantaine de kilos.
Elle passa les années 1880 et 1890 en tournée. Avec son frère Willie et son agent et mari William Taylor, elle se rendit en Amérique du nord en 1883 où elle était annoncée en tant que « Premiere Lady Swimmer of the World »,,, elle tenta en juin la traversée de l'Ambrose Channel (en), l'embouchure de la baie de New York entre Sandy Hook (New Jersey) et Rockaway (sud de Long Island). Cependant, elle perdit ses repères et dut interrompre sa tentative. Cette tournée américaine fut un échec financier.
Agnes Beckwith se produisit aussi soit avec une troupe de nageuses professionnelles qu'elle dirigeait (Hastings 1889, Bornemouth 1891 et 1892), soit avec des troupes de cirque : celle de Charles Hengler à Liverpool et bien sûr Glasgow, celle de Barnum au Madison Square Garden en 1887, toujours avec son frère Willie, celle du « capitaine »Paul Boyton dans Earl's Court en mai 1893 où elle fut annoncée en tant que « Queen of the Waves » (« Reine des vagues »). Elle tourna aussi en France et Belgique et assura des spectacles lors de la saison touristique de stations balnéaires : Bornemouth en 1892 et 1893 puis Scarborough en 1895 et 1896,,. Elle tournait aussi avec la troupe familiale dont elle restait l'élement principal et le pivot. En 1893 et 1894, la troupe fut en tournée à travers la Grande-Bretagne : Manchester, Hastings, Middlesbrough, Chesterfield et Leeds avant un retour à Londres, au Crystal Palace puis au Royal Agricultural Hall dans Islington. En juin de l'année suivante, ils étaient à l'Exposition industrielle de Glasgow, à Sunderland pour la saison estivale, à Ramsgate en septembre et pour une exposition internationale au moment des fêtes de Noël. Dans ce dernier cas, seules les nageuses auraient été présentes.
Au milieu des années 1890, ses frères Willie et Charles ainsi que son père moururent. Elle poursuivit cependant sa carrière continuant les spectacles et les cours de natation. Elle était alors la nageuse la plus célèbre du pays. Elle est considérée comme l'une des pionnières de la natation féminine. Son exemple attira de nombreuses femmes à la pratique de ce sport. En cela, elle est aussi considérée comme essentielle pour l'ouverture aux femmes de la natation aux Jeux olympiques de Stockholm en 1912.
En février 1903, elle accoucha de son fils unique, William Walter Beckwith Taylor. Dès 1908, celui-ci était dans l'eau dans les spectacles maternels pour lesquels il était annoncé en tant que « plus jeune nageur du monde »,. Elle continua à enseigner la natation et à se produire en tournée : Hastings, Douvres, Aylesbury et Manchester en juin 1910, à l'occasion d'une exposition industrielle.

## Retraite
Il semblerait qu'elle ait alors pris sa retraite, vers cinquante ans. En effet, pour le recensement de 1911, elle s'était déclarée comme locataire à Hemel Hempstead, avec son fils. Elle était donc déjà probablement veuve. Elle se disait sans profession et ancienne nageuse professionnelle.
Agnes Beckwith épousa le 2 août 1916 à Exeter Leopold Solomons, un opticien. Ils vécurent dans Streatham (quartier de Lambeth) jusqu'à la mort de son époux en 1941. Entretemps, la famille avait « anglicisé » son nom de famille en Beckwith Saunders. Le 15 janvier 1938, son fils William devint même officiellement Jack Beckwith Saunders.
Après la mort de son époux, Agnes Beckwith Saunders s'installa chez son fils et l'épouse de celui-ci à Bridport (Dorset) où ils tenaient un hôtel. Le 30 août 1948, toute la famille (grand-mère, fils, épouse et les deux petits enfants) embarquaient à Southampton à destination de l'Afrique du Sud. Ils s'installèrent à Port Elizabeth où Agnes Beckwith Saunders fut placée dans une institution tenue par des nonnes. Elle y mourut le 10 juillet 1951 et elle est enterrée dans un des cimetières de la ville,.

## Dans la culture populaire
Pour son roman Daisy Belle en 2018, Caitlin Davies (en) déclare s'être inspirée, entre autres, d'Agnes Beckwith pour créer son personnage de Daisy Belle. Fille du nageur professionnel Jeffrey Belle, Daisy est la star du spectacle aquatique paternel la « Family of Frogs » (« famille de grenouilles »), nage dans la Tamise ou à New York et se heurte aux préjugés victoriens.

#### Ouvrages généraux
- (en) Dave Day, « Kinship and Community in Victorian London : the 'Beckwith Frogs' », History Workshop Journal, t. 71, no 1,‎ 2011.
- (en) Dave Day, « 'What Girl Will Now Remain Ignorant of Swimming?' : Agnes Beckwith, Aquatic Entertainer and Victorian Role Model », Women's History Review, t. 21, no 3,‎ juillet 2012.
- (en) Dave Day, « Beckwith, Frederick Edward (1821–1898) », Oxford Dictionary of National Biography,‎ mai 2013.
- (en) Dave Day et Margaret Roberts, Swimming Communities in Victorian England, Londres, Palgrave Macmillan, 2019, 308 p. (ISBN 3030209393).
- François Oppenheim, Histoire de la natation mondiale et française, Paris, Chiron, coll. « Chiron-Sports », 1977, 359 p. (ISBN 2-7027-0265-1).
- (en) Ralph Thomas, Swimming, Londres, Sampson Low, Marston et compagnie, 1904 (lire en ligne).
- (en) Vicki Valosik, Swimming Pretty : The Untold Story of Women in Water, New York, W. W. Norton & Company, 2024, 422 p. (ISBN 978-1-324-09304-6).

#### Fiction
- (en) Caitlin Davies, Daisy Belle : Swimming Champion of the World, Londres, Unbound, 2018, 223 p. (ISBN 978-1-911586-48-7, OCLC 1047618201).